# Гипертонический криз

Ренин-ангиотензиновая система человека, нарушения в работе которой приводят к развитию гипертонического криза.

Гипертонический криз — неотложное тяжёлое состояние, вызванное чрезмерным повышением артериального давления, проявляющееся клинически и требующее немедленного снижения уровня артериального давления для предотвращения или ограничения поражения органов-мишеней.

## Эпидемиология
Данное патологическое состояние является одной из наиболее распространенных причин вызова скорой медицинской помощи.
В странах Западной Европы наблюдается снижение частоты возникновения гипертонических кризов у больных с артериальной гипертензией — с 7 % до 1 % (по данным на 2004 год). Это обусловлено улучшением терапии артериальной гипертензии и ростом частоты своевременной диагностики заболевания.
В России ситуация оставалась на неудовлетворительном уровне: по данным за 2000 год, знали о наличии заболевания только 58 % больных женщин и 37,1 % мужчин при том, что распространенность заболевания среди населения составляла у мужчин 39,2 %, у женщин — 41,1 %. Получали медикаментозное лечение только 45,7 % женщин и 21,6 % мужчин.
Таким образом, только около 20 % больных артериальной гипертензией получали медикаментозное лечение разной степени адекватности. В связи с этим закономерно увеличивается абсолютное количество гипертонических кризов.
В Москве с 1997 года по 2002 число гипертонических кризов возросло на 9 %. Также значительную роль в увеличении частоты появления гипертонических кризов имеет отсутствие должной преемственности лечения между скорой медицинской помощью, терапевтическим стационаром и поликлиникой.

## Классификация
В России единой общепринятой классификации гипертонических кризов в настоящее время не существует.
В США, Канаде понятия «Гипертонический криз» не существует. Там имеется определение «критическая артериальная гипертензия», то есть по существу — осложненный гипертонический криз (неосложненный гипертонический криз там не рассматривается, так как характеризуется низкой смертностью). В мире, в большинстве руководств, предпочтение отдается клинической классификации, основанной на выраженности клинических симптомов и наличии осложнений. Исходя из этой классификации выделяют:
- Осложнённый гипертонический криз — экстренное состояние, сопровождающееся поражением органов-мишеней; может привести к летальному исходу, требуется немедленная медицинская помощь и срочная госпитализация в стационар.
- Неосложненный гипертонический криз — состояние, при котором происходит значительное повышение артериального давления при относительно сохранных органах-мишенях. Требует медицинской помощи в течение 24 часов после начала; госпитализация, как правило, не требуется.

## Патогенез
В развитии гипертонического криза важную роль играет соотношение общего периферического сопротивления сосудов к величине сердечного выброса. В результате нарушений сосудистой регуляции происходит спазм артериол, вследствие чего происходит повышение частоты сердечных сокращений, развивается порочный круг и происходит резкий подъём артериального давления, причём из-за спазма многие органы оказываются в состоянии гипоксии, что может привести к развитию ишемических осложнений.
Доказано, что при гипертоническом кризе наблюдается гиперактивность ренин-ангиотензиновой системы, что приводит к возникновению порочного круга, включающего в себя повреждение сосудов, нарастание ишемии и, как следствие, увеличение продукции ренина. Было выявлено что снижение содержания в крови вазодилататоров приводит к росту общего периферического сопротивления сосудов. В результате развивается фибриноидный некроз артериол и растёт проницаемость сосудов. Крайне важным в определении прогноза и сопутствующих осложнений является наличие и выраженность патологии свёртывающей системы крови.

## Клиника и диагностика
Во время гипертонического криза наблюдаются симптомы нарушения кровоснабжения органов и систем, чаще всего головного мозга и сердца:
- Повышение систолического артериального давления на 40 мм.рт.ст. выше рабочего.[источник не указан 3820 дней]
- Головная боль.
- Одышка.
- Боли в груди.
- Неврологические нарушения: рвота, судороги, нарушение сознания, в некоторых случаях помутнение сознания, инсульты и параличи.

Гипертонический криз может приводить к летальному исходу.
Особенную опасность гипертонический криз может представлять для больных с уже существующими болезнями сердца и головного мозга.

## Лечение
Для купирования осложненного гипертонического криза используют внутривенное введение таких лекарственных средств как нифедипин, клофелин. В течение первых 2 часов уровень среднего АД должен быть снижен на 20-25 % (не более), нельзя употреблять пищу, затем, в течение последующих 6 часов — снижение АД до 160/100 мм рт. ст. Далее (при улучшении самочувствия) переводят на таблетированные препараты. Лечение начинают на догоспитальном этапе. Обязательна госпитализация в стационар, в отделение интенсивной терапии.
В зависимости от сопутствующих заболеваний терапия гипертонического криза может отличаться.
Осложнения гипертонического криза: отёк легких, отёк мозга, острое нарушение мозгового кровообращения.
Эуфиллин 2,4 % 5-10 мл внутривенно, струйно за 3-5 мин Лазикс (фуросемид) 1 % 2-4 мл Каптоприл 6,25 мг, в дальнейшем — по 25 мг каждые 30-60 мин внутрь до снижения АД (если нет рвоты)
При судорожном синдроме: Реланиум (седуксен) 0,5 % 2 мл внутривенно, струйно, медленно. Можно ввести магния сульфат 25 % 10 мл внутривенно, струйно за 5-10 мин При левожелудочковой недостаточности: Натрия нитропруссид 50 мг внутривенно, капельно

## Прогноз
Прогноз в случае осложнённого криза неблагоприятный. 1 % пациентов из числа страдающих хронической артериальной гипертензией страдают гипертоническим кризами. Однажды развившийся криз имеет склонность к рецидивам.
Смертность в течение 90 суток после выписки из стационара среди пациентов с гипертоническим кризом составляет 8 %. 40 % пациентов в течение 90 суток после выписки из стационара по поводу гипертонического криза вновь поступают в реанимационное отделение. Если неконтролируемая артериальная гипертония сопровождается 2 % смертностью за 4 года, то у пациентов на фоне неконтролируемой артериальной гипертонией с кризами сопровождается 17 % смертностью за 4 года.
В 60 % случаев причиной гипертонического криза становится неконтролируемая артериальная гипертензия, поэтому важно эффективное лечение гипертензии. Прогностическое течение гипертонических кризов изучено мало. При наличии осложнений прогноз заболевания зависит от типа возникшего осложнения и эффективности его терапии, в некоторых случаях, при несвоевременной медицинской помощи, исходом состояния может быть инвалидность или летальный исход.